# Кульчицкий, Николай Леонидович
Николай Леонидович Кульчицкий (1 апреля 1906, Субботцы, Херсонская губерния — 24 февраля 1989, Киев) — советский и украинский кинооператор, изобретатель. Заслуженный деятель искусств Украинской ССР (1983).

## Биография
Родился 1 апреля 1906 года в селе Субботцы (ныне Кропивницкий район Кировоградской области).
В кино с 1928 года. В 1930 году окончил операторское отделение Одесского кинотехникума. В 1930—1933 годах обучался в аспирантуре Киевского киноинститута. С 1930 года — оператор-постановщик ВУФКУ (Всеукраинского фотокиноуправления, Одесса).
В 1934—1983 годах (с перерывами) на Киевской киностудии имени А. П. Довженко.
Имел авторские свидетельства за технологические разработки операторской техники. Так, при съёмках фильма «Сорочинская ярмарка» в 1938 году первым на Киевской киностудии применил бипачный метод, при котором съёмка велась одновременно на две плёнки, сложенные эмульсиями друг к другу.
Искусство Н. Кульчицкого отмечено смелостью операторских приёмов, отличной работой в чёрно-белом цвете и с крупными планами актёров.
Умер 24 февраля 1989 года в Киеве. Похоронен вместе с женой на Байковом кладбище (участок № 49а).

## Операторские работы

### Документалистика на Одесской кинофабрике
- 1928 — ДОПР — не тюрьма
- 1929 — Советская Молдавия
- 1930 — 25.000
- 1932 — Всемирный съезд пролетарских писателей
- 1934 — Каховский плацдарм

### Художественные фильмы
- 1930 — Баштанская республика («Баштанка»)
- 1934 — Моё («Федоська»)
- 1936 — Настоящий товарищ
- 1939 — Сорочинская ярмарка
- 1940 — Майская ночь
- 1941 — Три танкиста (новелла в киноальманахе «Боевой киносборник № 8»)
- 1955 — В один прекрасный день
- 1955 — Пламя гнева
- 1956 — Иван Франко
- 1957 — Под золотым орлом
- 1958 — Киевлянка, (1-я серия)
- 1959 — Киевлянка, (2-я серия)
- 1959 — Небо зовёт
- 1960 — Наследники
- 1962 — Сейм выходит из берегов
- 1963 — Новеллы Красного дома
- 1966 — Бурьян
- 1965 — Нет неизвестных солдат
- 1968 — Аннычка
- 1968 — На Киевском направлении
- 1970 — На заре туманной юности
- 1971 — Олеся
- 1972 — Тихие берега
- 1973 — Абитуриентка
- 1973 — Каждый вечер после работы
- 1974 — Анна и Командор
- 1975 — Вы Петьку не видели?
- 1977 — Р. В. С.
- 1978 — Жнецы
- 1978 — Мой генерал
- 1980 — Красное поле
- 1981 — Женщины шутят всерьёз
- 1982 — Высокий перевал
- 1982 — Найди свой дом
- 1983 — Не было бы счастья…

За телефильм «На заре туманной юности» был отмечен жюри Всесоюзного кинофестиваля в Минске (1971) за лучшую операторскую работу.